# Vindeln
Vindeln este un oraș în Suedia.

## Demografie
| \| Evoluția demografică a zonei urbane Vindeln, 1970–2015 \| Evoluția demografică a zonei urbane Vindeln, 1970–2015 \| Evoluția demografică a zonei urbane Vindeln, 1970–2015 \| Evoluția demografică a zonei urbane Vindeln, 1970–2015 \| Evoluția demografică a zonei urbane Vindeln, 1970–2015 \| \| --------------------------------------------------------------------------------------- \| ------------------------------------------------------ \| ------------------------------------------------------ \| ------------------------------------------------------ \| ------------------------------------------------------ \| \| An \| \| \| Locuitori \| \| \| 1970 \| 1970 \| \| 1.875 \| 1.875 \| \| 1975 \| 1975 \| \| 2.183 \| 2.183 \| \| 1980 \| 1980 \| \| 2.414 \| 2.414 \| \| 1990 \| 1990 \| \| 2.578 \| 2.578 \| \| 1995 \| 1995 \| \| 2.513 \| 2.513 \| \| 2000 \| 2000 \| \| 2.453 \| 2.453 \| \| 2005 \| 2005 \| \| 2.356 \| 2.356 \| \| 2010 \| 2010 \| \| 2.333 \| 2.333 \| \| 2015 \| 2015 \| \| 2.403 \| 2.403 \| \| Sursa: SCB - Statistika Centralbyrån, Folkmängden per tätort. Vart femte år 1960 - 2016 \| \| \| \| \| |      |  |           |       |
| Evoluția demografică a zonei urbane Vindeln, 1970–2015 |      |  |           |       |
| An |      |  | Locuitori |       |
| 1970 | 1970 |  | 1.875     | 1.875 |
| 1975 | 1975 |  | 2.183     | 2.183 |
| 1980 | 1980 |  | 2.414     | 2.414 |
| 1990 | 1990 |  | 2.578     | 2.578 |
| 1995 | 1995 |  | 2.513     | 2.513 |
| 2000 | 2000 |  | 2.453     | 2.453 |
| 2005 | 2005 |  | 2.356     | 2.356 |
| 2010 | 2010 |  | 2.333     | 2.333 |
| 2015 | 2015 |  | 2.403     | 2.403 |
| Sursa: SCB - Statistika Centralbyrån, Folkmängden per tätort. Vart femte år 1960 - 2016 |      |  |           |       |